# Чадыр-Лунга (аэропорт)
Аэропорт Чадыр-Лунга (Код ИКАО: LUCL) находится в 3 км к юго-востоку от центра города Чадыр-Лунга, Молдавия. Аэродром с грунтовой ВПП, на данный момент является недействующим.

## Географическое положение
Аэропорт г. Чадыр-Лунги расположен к юго-востоку от центра города по трассе Чадыр-Лунга — Болград и находится в непосредственной близости к границе с Украиной. Расстояние до других близлежащих действующих аэропортов: аэропорт Кишинёв — 148 км, аэропорт Одесса — 207 км.

## Перспективы
Генеральный директор управления гражданской авиации Турции Али Аридуру посетил г. Чадыр-Лунга в субботу 19 сентября 2010 года. Это был целевой визит, направленный на ознакомление с техническими условиями и состоянием местного аэропорта. После осмотра аэропорта представитель турецкой стороны сказал, что место хорошее, и нет никаких причин, препятствующих внедрению идеи реконструкции аэропорта.

## Предыдущие авиакомпании и назначения
В основном рейсы с Чадыр-Лунги выполнялись самолетами Ан-2 и Ил-14, но некоторое время рейс Кагул — Чадыр-Лунга — Кишинёв выполнялся самолётом Як-40.

## Галерея

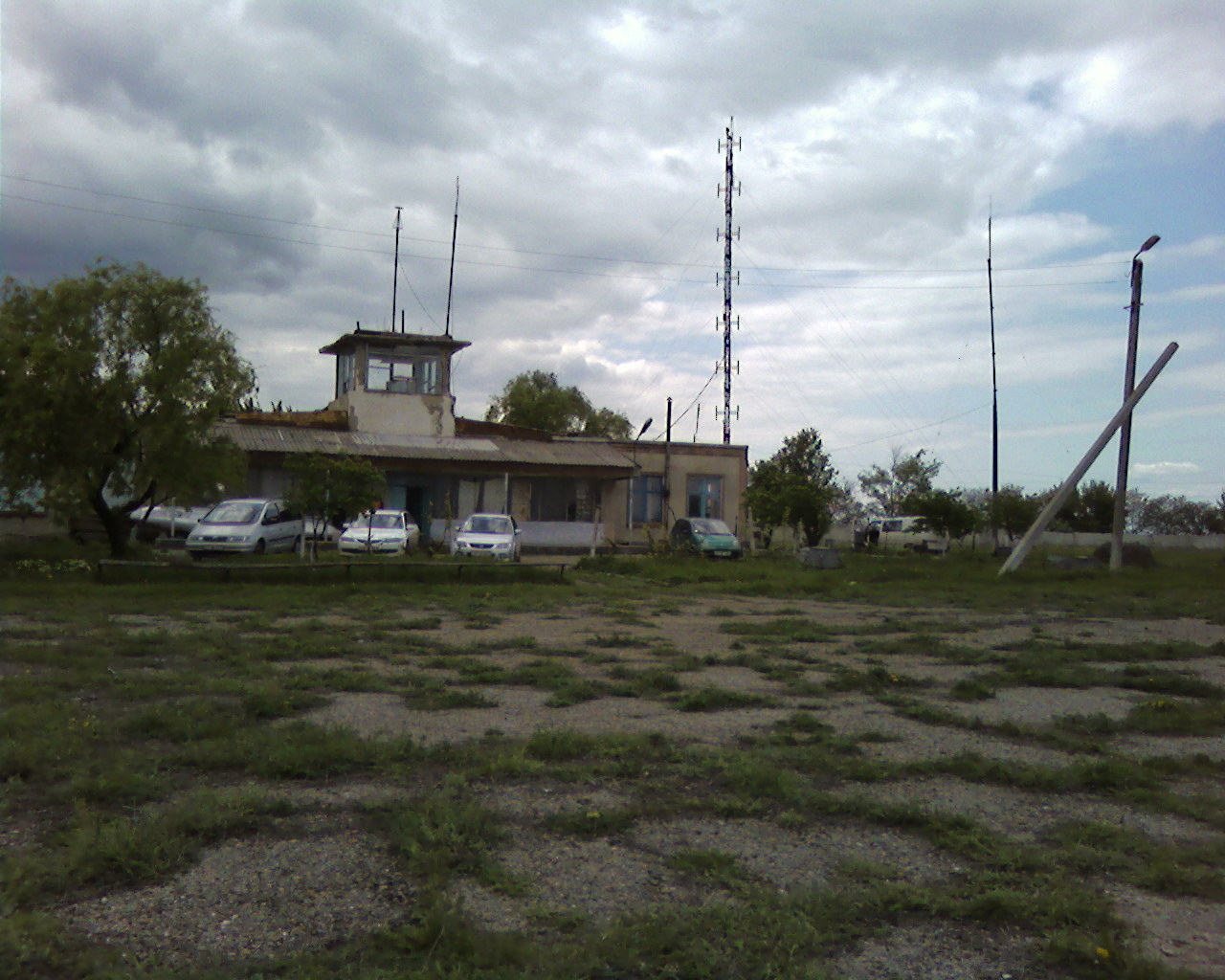
Аэропорт Чадыр-Лунга. Здание аэровокзала
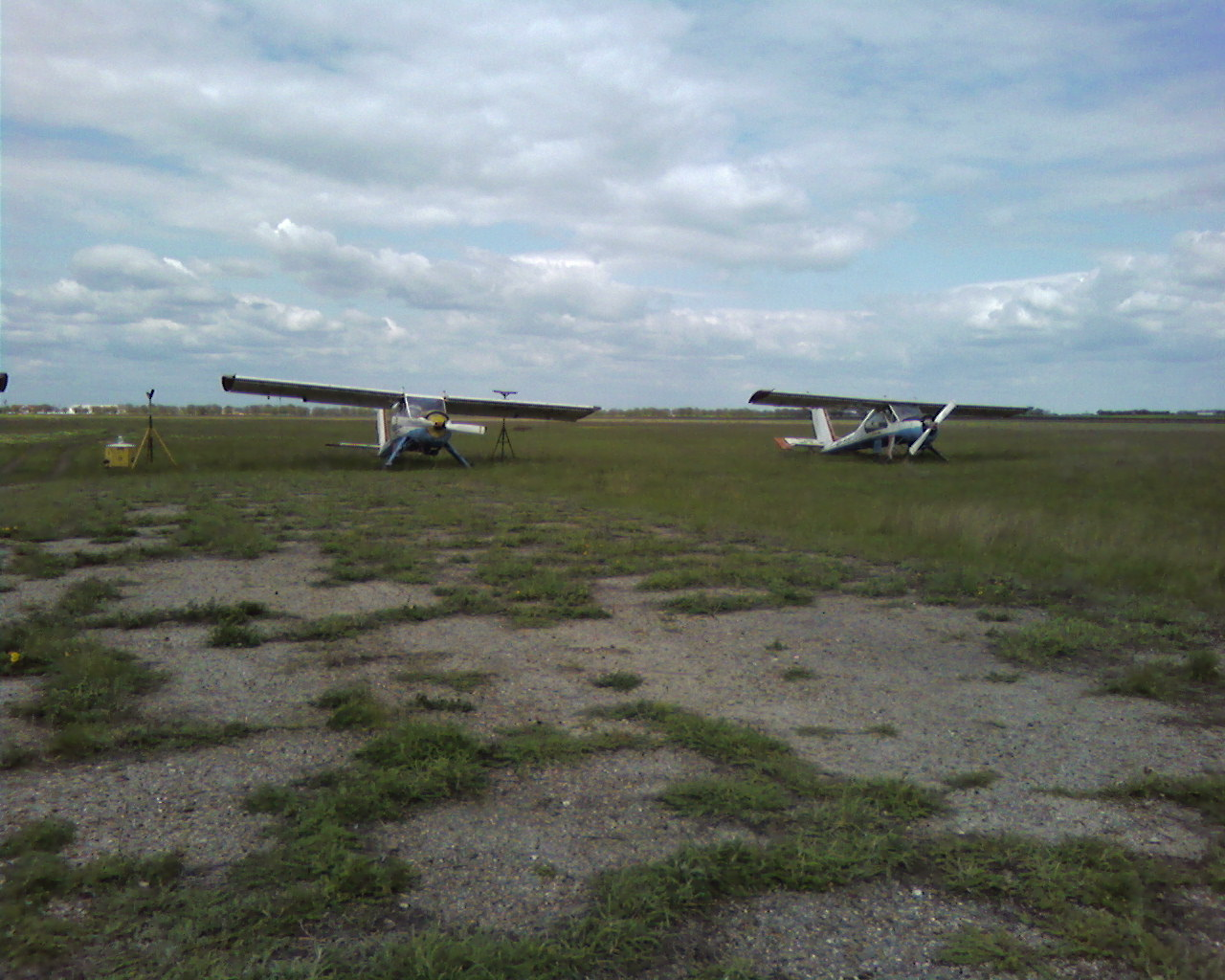
Аэропорт Чадыр-Лунга. «Вильга-35» на лётном поле

## Происшествия
1. В 1964 году была осуществлена попытка угона самолёта в Турцию. Самолёт Ан-2, выполнявший рейс Чадыр-Лунга — Измаил после взлета был захвачен 2 бежавшими заключенными, потребовавшими изменить курс на Турцию. Пилоты решили обмануть захватчиков и через некоторое время, имитировав отказ двигателя, предприняли попытку посадить самолет в поле вблизи Кишинёва. Похитители, обнаружив обман, напали на пилотов, тяжело их ранив. Из последних сил пилоты попытались произвести посадку, но с небольшой высоты, самолёт всё-таки рухнул и потерпел крушение. Пилоты с тяжёлыми ранениями были госпитализированы.
2. 19 октября 1996 года во время осуществления спортивного полёта на Чадыр-Лунгском аэродроме потерпел крушение планер L-13 Blanik с двумя пилотами на борту. Оба пилота погибли.